# Pseudogibellula formicarum
Pseudogibellula formicarum är en svampart som först beskrevs av Mains, och fick sitt nu gällande namn av Samson & H.C. Evans 1973. Pseudogibellula formicarum ingår i släktet Pseudogibellula och familjen Cordycipitaceae.   Inga underarter finns listade i Catalogue of Life.